# Säsong 16 av Farmen
Den sextonde säsongen av Farmen spelades för fjärde gången i rad in på gården Norra Brandstorp i Vaggeryds kommun i Småland. Säsongen hade premiär den 8 januari 2023 på TV4 och C More. Anna Brolin var för tredje gången programledare och vid sin sida hade hon mentorn och hästbonden Hans Wincent som medverkade för sjätte året i rad. 20 deltagare tävlade under en sommar om att bli årets farmare och 500 000 kr rikare.
Den sjunde säsongen av Torpet spelades, för femte gången i rad, in på Lillängen och de farmare som hamnade där fick sedan tävla om extra amuletter samt att slå sig tillbaka in på farmen igen.
Avsnitten visades måndag till torsdag på TV4 Play, mellan den 16 januari och den 9 mars, samt som ett enda avsnitt i TV4 på torsdagar mellan den 26 januari och den 9 mars 2023.

## Deltagare
Källa: 
| Deltagare                 | Ålder | Bostad         | Sysselsättning       | Resultat                               |
| ------------------------- | ----- | -------------- | -------------------- | -------------------------------------- |
| Madeleine Olovsson        | 51    | Strömstad      | Personlig assistent  | Lämnade farmen i avsnitt 8.            |
| Sandra Göransson          | 40    | Köping         | Hovslagare           | Flyttade till torpet i avsnitt 9.      |
| Karin Kollberg            | 38    | Göteborg       | Frisör               | Lämnade farmen i avsnitt 17.           |
| Andreas Gauffin           | 42    | Ekerö          | Skådespelare         | Lämnade farmen i avsnitt 17.           |
| Cia Stenmark Sommerborn   | 25    | Kållered       | Undersköterska       | Flyttade till torpet i avsnitt 19.     |
| Rickard Castefjord        | 54    | Älandsbro      | Terapeut             | Lämnade farmen i avsnitt 25.           |
| Jan-Christer Nilsson "JC" | 68    | Trelleborg     | Pensionär            | Lämnade farmen i avsnitt 29.           |
| Julia Joelsson Boänges    | 27    | Upplands Väsby | Montör               | Förlorade tredje tvekampen.            |
| Päivi Köpman              | 62    | Älvsbyn        | Ägare till däckfirma | Förlorade fjärde tvekampen.            |
| Hannan El-Abtah           | 28    | Landvetter     | Undersköterska       | Förlorade femte tvekampen.             |
| Tova Andersson            | 35    | Älvsjö         | Barnskötare          | Förlorade sjätte tvekampen.            |
| Eddie Gecer               | 46    | Västerås       | Restaurangägare      | Förlorade sjunde tvekampen.            |
| Artin Ghookassi           | 37    | Uppsala        | Processoperatör      | Flyttade till torpet i avsnitt 41.     |
| Christoffer Hammarlöf     | 26    | Uddevalla      | Entreprenör          | Flyttade till torpet i avsnitt 41.     |
| Sandra Öder               | 27    | Ormaryd        | Operativ coach       | Fjärde plats, förlorade kvartsfinalen. |
| Sebastian Västerlund      | 31    | Kalmar         | Företagsledare       | Fjärde plats, förlorade kvartsfinalen. |
| Asiatou Touray            | 28    | Solna          | Cateringföretagare   | Tredje plats, förlorade semifinalen.   |
| Viktor Bergström          | 28    | Varberg        | Fritidspedagog       | Tredje plats, förlorade semifinalen.   |
| Tora Brandström           | 24    | Karlstad       | Snickare             | Andra plats, förlorade finalen         |
| Nebil Davidsson           | 39    | Åby            | Distriktschef        | Årets farmare                          |

## Torpet
I avsnitt 2 så fick farmarna veta att torpet fanns med i tävlingen.
Avsnitten visades på TV4 Play, måndag till torsdag, mellan den 16 januari och den 9 mars, samt som ett enda avsnitt i TV4 på torsdagar mellan den 26 januari och den 9 mars 2023.
| Deltagare                 | Ålder | Bostad     | Sysselsättning       | Inflytt    | Resultat                                                                       |
| ------------------------- | ----- | ---------- | -------------------- | ---------- | ------------------------------------------------------------------------------ |
| Päivi Köpman              | 62    | Älvsbyn    | Ägare till däckfirma | Avsnitt 1  | Flyttade till farmen i avsnitt 2.                                              |
| Sandra Göransson          | 40    | Köping     | Hovslagare           | Avsnitt 3  | Lämnade torpet i avsnitt 8.                                                    |
| Hannan El-Abtah           | 28    | Landvetter | Undersköterska       | Avsnitt 10 | Mellanlandade på torpet och flyttade sedan vidare till farmen samma i avsnitt. |
| Cia Stenmark Sommerborn   | 25    | Kållered   | Undersköterska       | Avsnitt 11 | Lämnade torpet i samma avsnitt.                                                |
| Jan-Christer Nilsson "JC" | 68    | Trelleborg | Pensionär            | Avsnitt 7  | Flyttade tillbaka till farmen i avsnitt 14.                                    |
| Tova Andersson            | 35    | Älvsjö     | Barnskötare          | Avsnitt 11 | Flyttade tillbaka till farmen i avsnitt 18.                                    |
| Tora Brandström           | 24    | Karlstad   | Snickare             | Avsnitt 12 | Flyttade till farmen i avsnitt 18.                                             |
| Asiatou Touray            | 28    | Solna      | Cateringföretagare   | Avsnitt 15 | Flyttade tillbaka till farmen i avsnitt 22.                                    |
| Nebil Davidsson           | 39    | Åby        | Distriktschef        | Avsnitt 19 | Flyttade tillbaka till farmen i avsnitt 28.                                    |
| Sandra Öder               | 27    | Ormaryd    | Operativ coach       | Avsnitt 19 | Flyttade tillbaka till farmen i avsnitt 28.                                    |
| Sebastian Västerlund      | 31    | Kalmar     | Företagsledare       | Avsnitt 23 | Flyttade tillbaka till farmen i avsnitt 28.                                    |
| Artin Ghookassi           | 37    | Uppsala    | Processoperatör      | Avsnitt 29 | Förlorade första tävlingen.                                                    |
| Christoffer Hammarlöf     | 26    | Uddevalla  | Entreprenör          | Avsnitt 29 | Förlorade sista tävlingen.                                                     |
| Viktor Bergström          | 28    | Varberg    | Fritidspedagog       | Avsnitt 29 | Fick flytta tillbaka till farmen.                                              |